# Tortopsis spatula
Tortopsis spatula is een haft uit de familie Polymitarcyidae. De wetenschappelijke naam van de soort is voor het eerst geldig gepubliceerd in 2010 door Molineri.
De soort komt voor in het Neotropisch gebied.